# 229 (numero)
Duecentoventinove (229)  è il numero naturale dopo il 228 e prima del 230.

## Proprietà matematiche
- È un numero dispari.
- È un numero difettivo.
- È un numero primo, è cioè divisibile solo per 1 e per se stesso.
  - È un numero primo gemello con 227.
  - È un numero primo cugino con 233. 227, 229 formano una terzina di primi.
  - È un numero primo sexy con 223.
  - È un numero primo regolare.
  - È un numero primo lungo.
  - In base 10, è il più piccolo numero primo tale che, se sommato a se stesso letto al contrario, dà ancora un numero primo: 229+922=1151[1].
- È un numero 38-gonale centrato.
- È un numero odioso.
- In geometria proiettiva, esistono 229 distinte configurazioni del tipo (123123), cioè nelle quali 12 punti e 12 linee siano disposte in modo che ogni punto incontri tre linee e ogni linea incontri tre punti.
- È parte delle terne pitagoriche (60, 221, 229), (229, 26220, 26221).
- È un numero palindromo nel sistema di numerazione posizionale a base 12 (171).
- È un numero congruente.

## Astronomia
- 229P/Gibbs è una cometa periodica del sistema solare.
- 229 Adelinda è un asteroide della fascia principale.

## Astronautica
- Cosmos 229 è un satellite artificiale russo.

## Altri ambiti
- +229 è il prefisso telefonico internazionale del Benin.